# Francisco Domingo Marqués
Francisco José Domingo y Marqués (Valencia, 12 marzo 1842 – Madrid, 22 luglio 1920) è stato un pittore spagnolo.

## Carriera
Iniziò i suoi studi artistici all'Accademia delle belle arti di San Carlos a Valencia, avendo come maestro il celebre professore Rafael Montesinos. Nel 1864 si trasferì a Madrid, dove continuò i suoi studi presso la Real Academia de Bellas Artes de San Fernando. Tre anni più tardi, ha ricevuto una pensione da parte del "Diputación Provincial de Valencia" per continuare i suoi studi a Roma, dove ha ottenuto una posizione nella bottega di Eduardo Rosales.
Mentre era là, ha inviato le sue opere al Salone Nazionale di Belle Arti, vincendo diversi premi per i suoi dipinti in stile barocco. Soffrendo di febbre malarica, tornò in Spagna e ha insegnato presso l'Accademia di San Carlos per un anno. Il suo ritratto di Santa Clara vinse il primo premio alla Mostra del 1871. Una volta tornato in Spagna si divise tra Madrid e Valencia, soggiornando anche a Parigi, dove più tardi, risiedette perché vi aveva una seconda casa. Lo stesso anno, la sua pensione è stata annullata.
Si sposò nel 1874 e, l'anno successivo, si trasferisce a Parigi, dove le sue opere erano composte principalmente da scene di genere storico e ritratti per mecenati dell'alta società, molti dei quali erano ex clienti di Marià Fortuny. Durante questo tempo, ha assorbito alcuni elementi dello stile Meissonier nonché per ravvivare la sua tavolozza sotto l'influenza degli impressionisti. Fece anche contatti con i mercanti d'arte negli Stati Uniti. William Henry Vanderbilt e Augustin Daly sono stati tra coloro che hanno acquistato i suoi quadri.
Nel 1914, all'inizio della prima guerra mondiale, tornò a Madrid, insieme al figlio Roberto (1883-1956). Tre anni più tardi, entrò a far parte della Real Academia de Bellas Artes de San Fernando. Nel 1918, il suo lavoro è stato oggetto di una retrospettiva e tributo nella sua città nativa.

## Galleria d'immagini

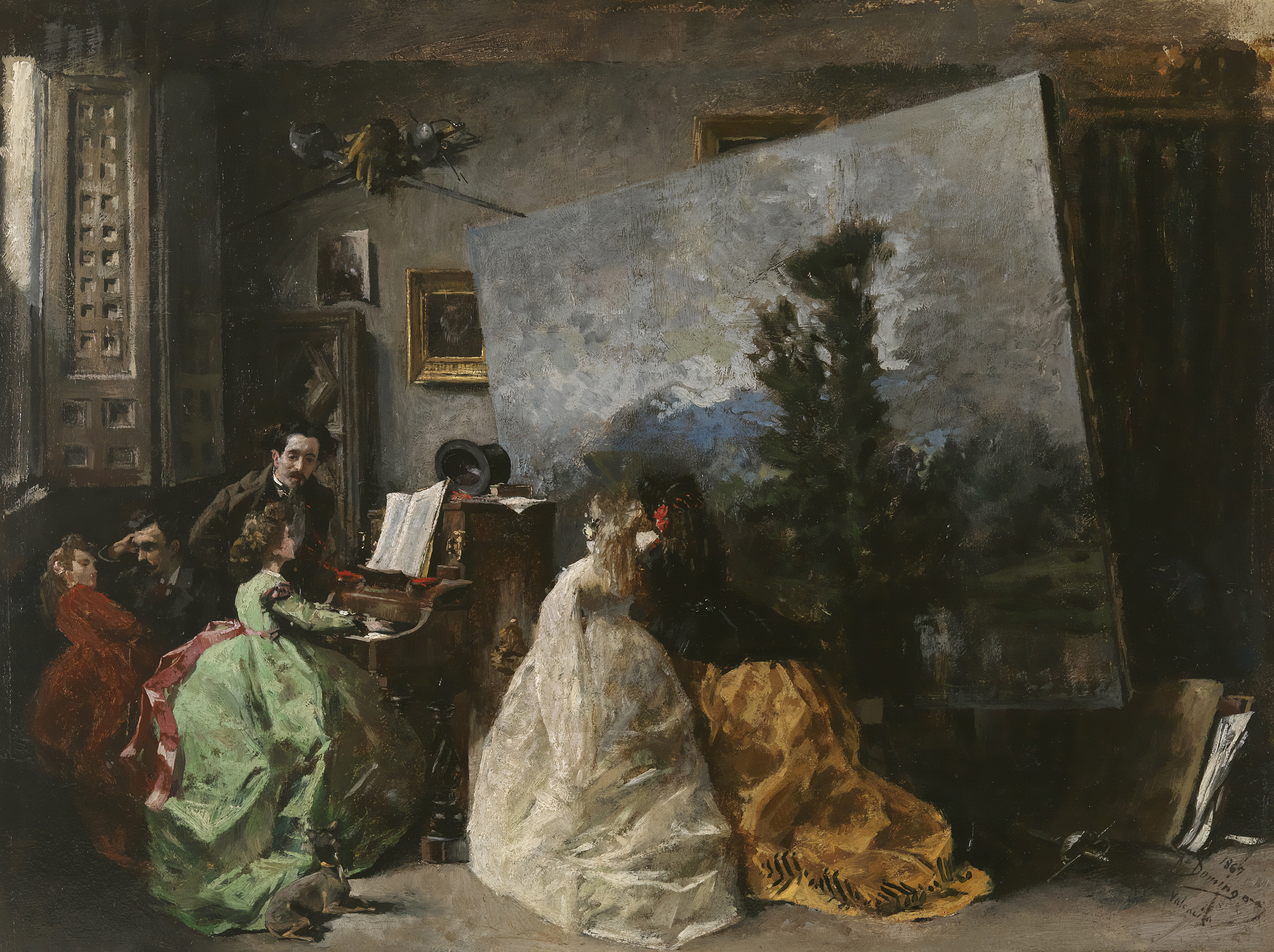
Lo studio di Muñoz Degrain.
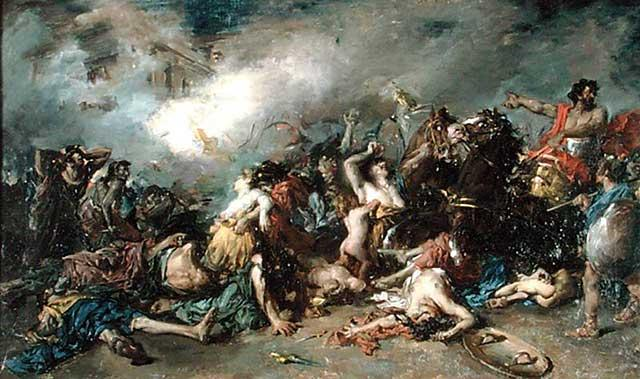
L'ultimo giorno di Sagunto.
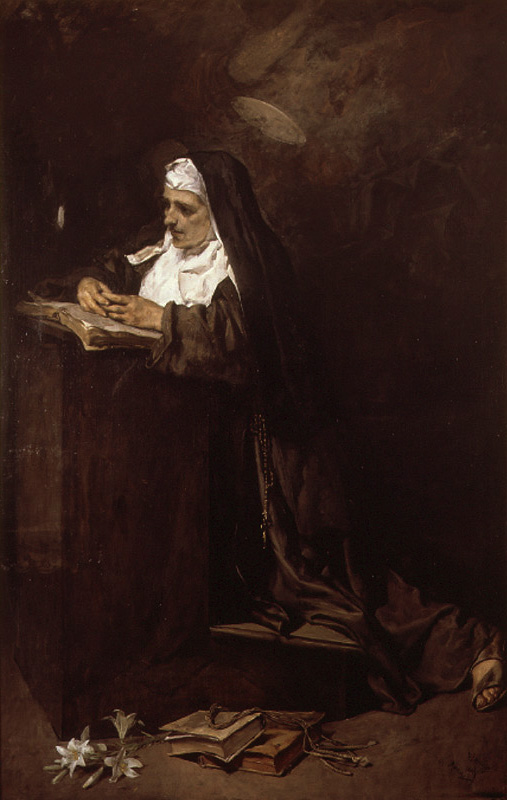
Santa Clara.
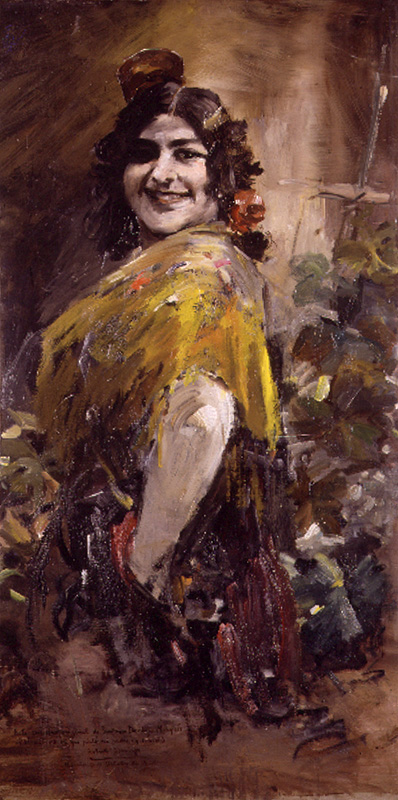
L'andalusa.
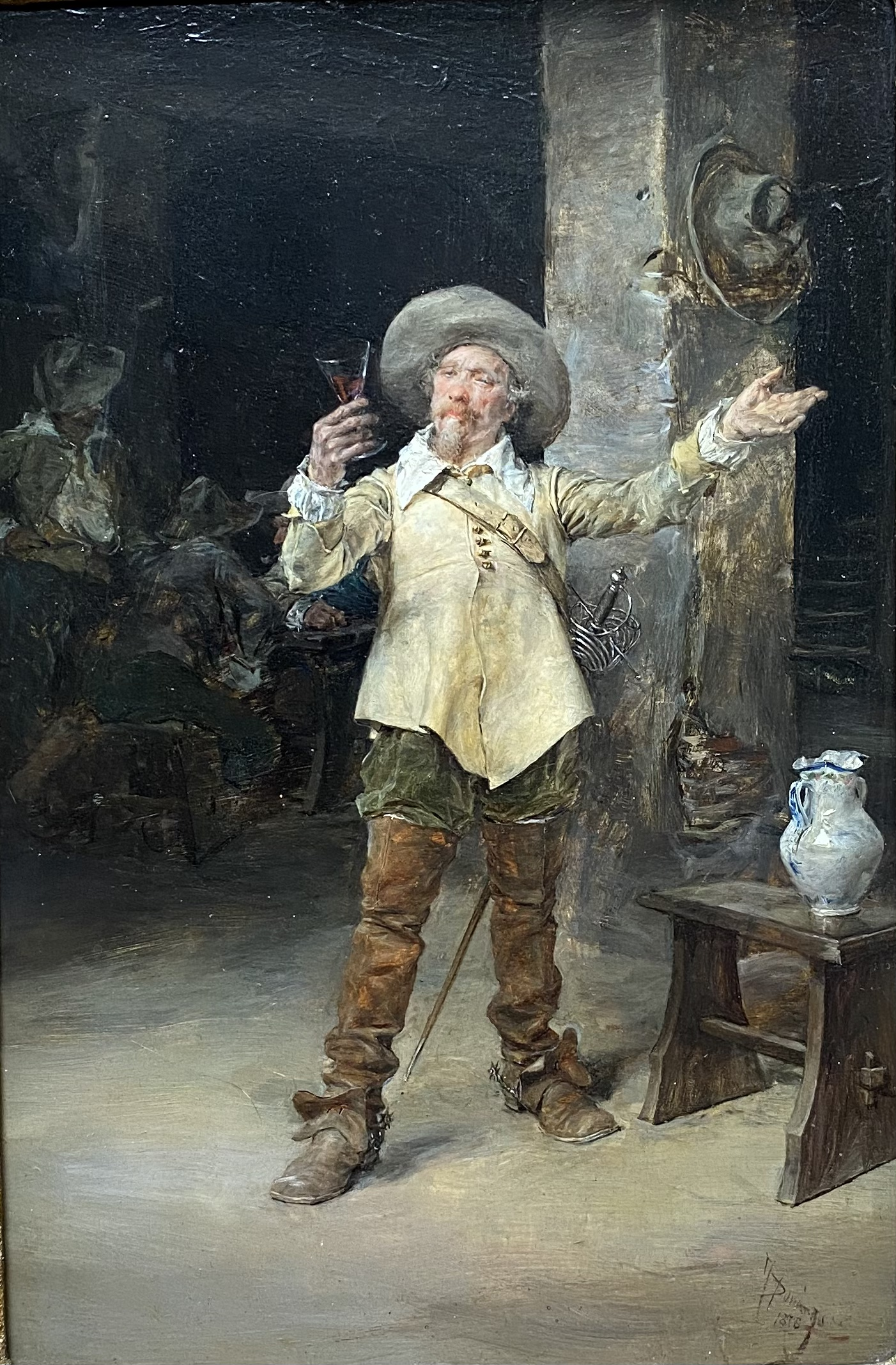
A Votre Propre Sante (1876)